# Fort Matanzas nationalmonument

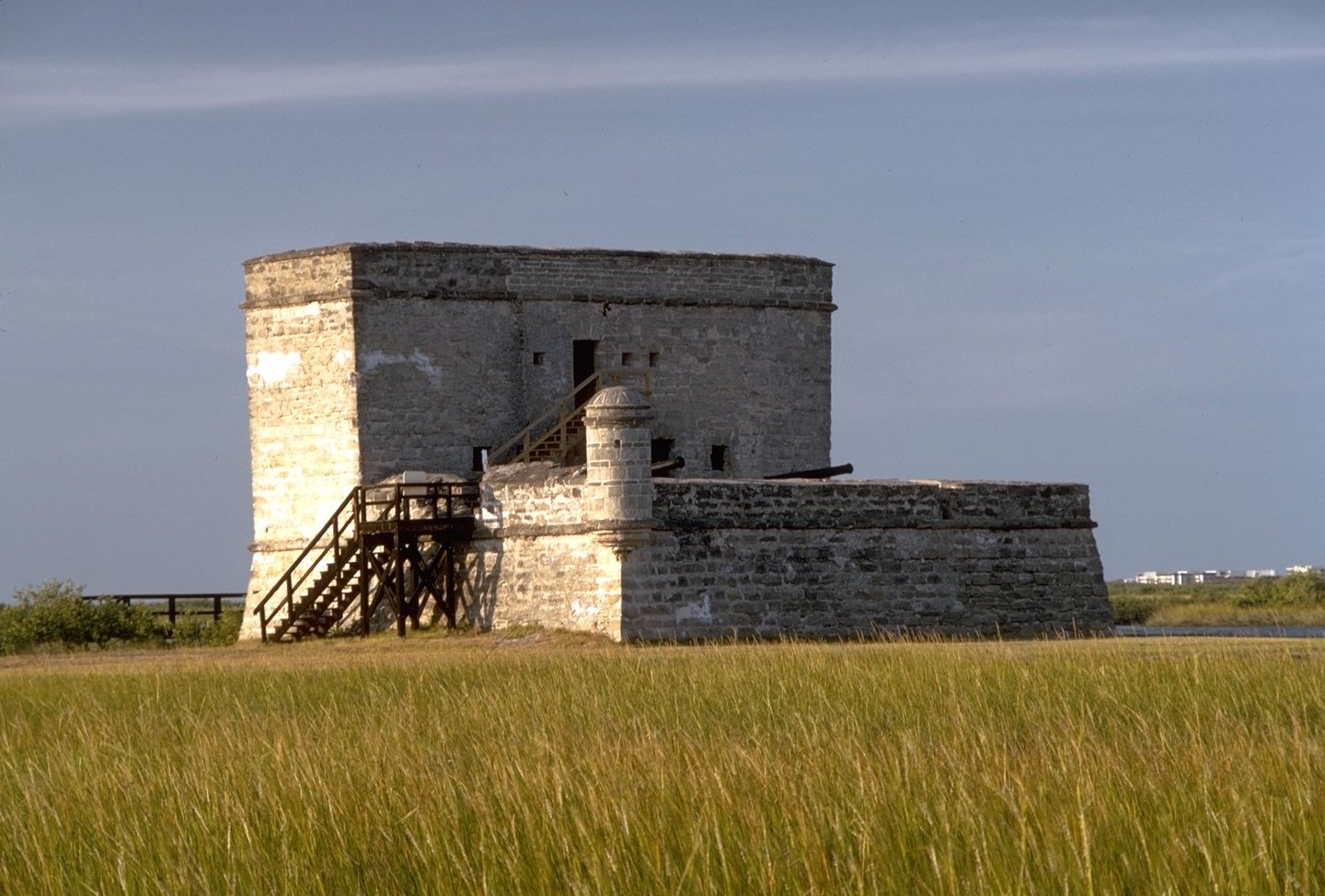
Fort Matanzas nationalmonument

Fort Matanzas nationalmonument ligger i delstaten Florida i USA. Fortet byggdes av spanjorerna 1742 för att skydda St. Augustine mot engelsmännen.
Fortet togs över av engelsmännen 1763 då Spanien lämnade ifrån sig Florida i utbyte mot Kuba och Filippinerna. I slutet av 1783 återgick Florida i spansk ägo i samband med slutet på den amerikanska revolutionen. 1821 var Spanien i stort behov av kapital och sålde därför Florida till Amerikas Förenta Stater. Fortet var i militärt bruk fram till 1899.